# Galmudug
Galmudug, službeno Somalijska država Galmudug, autonomna je pokrajina u središnjoj Somaliji. Na sjeveru graniči sa samoproglašenom državom Puntland, zapadu s Etiopijom, istoku s Indijskim oceanom, a na jugu s pokrajinom Hirshabelle.
Granice Galmuduga vrlo su nejasne, posebno na sjeveru gdje se spori s Puntlandom. Unutar Somalije uživa jedinstveni status autonomije te ima pravo na izbor vlastitog predsjednika i savezne vlade, koja surađuje sa Somalijski federalnim parlamentom.
Uz vlastitu zastavu i grb, u službenoj je uporabi Nacionalna himna Somalije i somalijski šiling kao službeno sredstvo plaćanja.